# Cynthia Potter
Cynthia Ann Potter-McIngvale-Lasser, nota anche come Cindy Potter (Houston, 27 agosto 1950), è una tuffatrice allenatrice di tuffi e commentatrice sportiva statunitense.

## Biografia
Si mise in mostra alla Universiade di Torino 1970 dove vinse l'oro nel trampolino 3 m, davanti alla connazionale Jerrie Adair e alla polacca Elżbieta Wierniuk, e l'argento nella piattaforma 10 m, dietro alla sovietica Galina Kovalenko.
Rappresentò gli Stati Uniti a due edizioni dei Giochi olimpici estivi: a Monaco di Baviera 1972, giunse settima nel trampolino 3 metri e ventunesima nella piattaforma 10 metri, a Montréal 1976, vinse la medaglia di bronzo nel trampolino.
Ai mondiali di Berlino 1978 vinse la medaglia d'argento nel trampolino 3 metri, completando la gara alle spalle della sovietica Irina Kalinina.
Dopo il ritiro dall'attività agonistica, divenne allenatrice di tuffi presso prima presso la Southern Methodist University e l'Università dell'Arizona e poi alla The Westminster Schools di Atlanta.
Negli anni ottanta, novanta e duemila, divenne commentatrice sportiva per la NBC Sports, seguendo per l'emittente i Giochi olimpici di Pechino 2008 e Londra 2012.
Nel 1987 venne inserita dell'International Swimming Hall of Fame.

## Vita privata
Il 10 maggio 1975 si sposò con James F. Mcingvale, dal quale si separò nel 1978.

## Palmarès
- Giochi olimpici estivi

Montréal 1976: bronzo nel trampolino 3 m
- Mondiali

Berlino 1978: argento nel trampolino 3 m;
- Giochi panamericani

Città del Messico 1975: bronzo nel trampolino 3 m;
- Universiadi

Torino 1970: oro nel trampolino 3 m; argento nella piattaforma 10 m;

## Riconoscimenti
- International Swimming Hall of Fame, 1987